# 桂元延
桂 元延（かつら もとのぶ）は、戦国時代から安土桃山時代にかけての武将。毛利氏の家臣。父は桂元澄。

## 生涯
生年は不明だが、毛利氏庶流の重臣である桂元澄の長男として生まれる。
永禄12年（1569年）7月5日に父・元澄が死去し、家督を相続する。
元亀3年（1572年）9月、毛利氏と敵対して劣勢になった備前国の浦上宗景や宇喜多直家から講和調停の懇願を受けた室町幕府将軍の足利義昭は、使者を毛利氏のもとに派遣して浦上氏や宇喜多氏と講和することを要請した。これに対し、吉川元春と小早川隆景は、福原貞俊、口羽通良、熊谷信直、元延と対応を協議して、毛利氏に有利な条件での和睦を図り、浦上氏と宇喜多氏が条件を飲まない場合は直ちに進攻する和戦両様の方針に決定した。同年10月上旬に浦上宗景と宇喜多直家は条件を受諾し、講和が成立した。
没年は不詳。嫡男の桂元重が家督を相続した。

## 系譜
- 父：桂元澄（1500-1569）
- 母：福原広俊の娘（?-?）[2]
- 正室：志道大蔵少輔の娘（?-?）[1]
  - 長男：桂元重（?-?） - 孫三郎、左衛門尉[6]。
  - 長女：桂元将の継室（?-?）